# Oediopalpa laevicollis
Oediopalpa laevicollis es una especie de insecto coleóptero de la familia Chrysomelidae.
Fue descrita científicamente en 1932 por Uhmann.